# Hexaméron

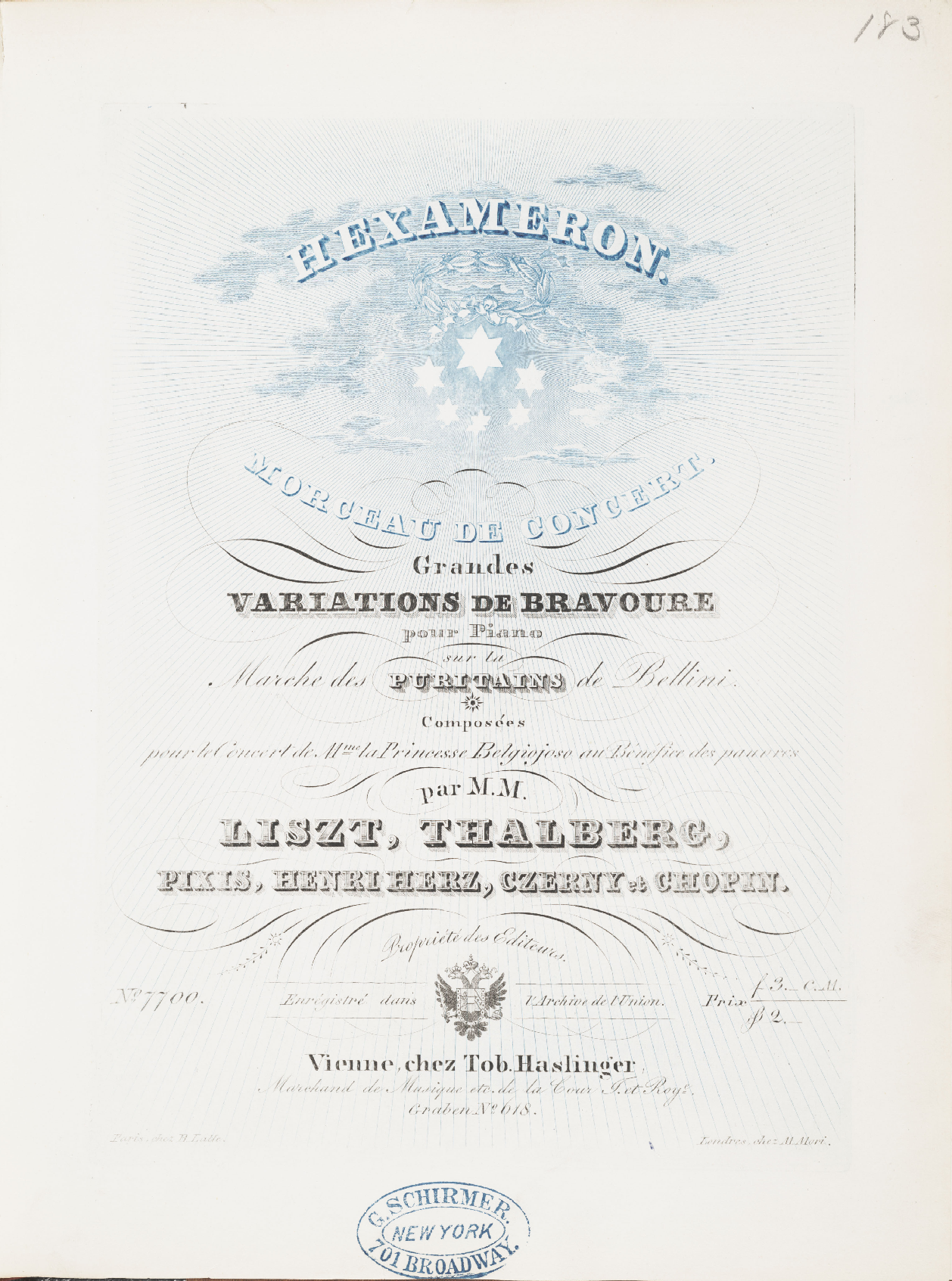
Cover der Partitur des Erstdrucks des Jahres 1839

Hexaméron, Morceau de concert ist eine Komposition für Soloklavier, S. 392, die aus sechs Variationen verschiedener Komponisten um Franz Liszt besteht und von 1837 bis 1838 entstand. Die Variationen sind mit Zwischenspielen verbunden und wurden mit einer Introduktion und einem Finale komplettiert. Das Thema ist der Marsch der Puritaner „Suoni la tromba“ aus der Oper I puritani von Vincenzo Bellini.
Das Stück ist eine Konzeption von Prinzessin Cristina Trivulzio Belgiojoso, welche Franz Liszt 1837 überredete, eine Reihe von Variationen des Marsches zusammen mit fünf seiner Pianisten-Freunden zusammenzustellen. Liszt komponierte die Einleitung, die zweite Variation, die verbindenden Abschnitte und das Finale. Er machte aus dem Stück auch eine künstlerische Einheit. Fünf namhafte Komponisten steuerten jeweils eine Variation bei: Frédéric Chopin, Carl Czerny, Henri Herz, Johann Peter Pixis und Sigismund Thalberg.
Die Prinzessin beauftragte das Werk für ein Benefizkonzert für die Armen am 31. März 1837 im Salon der Prinzessin in Paris. Der Titel Hexameron (altgriechisch „Sechstagewerk“) bezeichnet ursprünglich die biblischen sechs Tage der Schöpfung.
Entgegen der Konzertankündigung wurden die Hexaméron-Variationen bei dem Benefizkonzert tatsächlich noch gar nicht gespielt, da nicht alle beteiligten Komponisten ihre Beiträge rechtzeitig eingereicht hatten. Chopin lieferte seine Variation erst 1838. Das Konzert selbst fand aber wie geplant statt. Der Höhepunkt des Konzerts war ein Klavierduell zwischen Thalberg und Liszt um den Titel des „größten Pianisten der Welt“. Das pseudo-salomonische Urteil der Prinzessin lautete: „Thalberg ist der erste Pianist der Welt – Liszt der einzige.“
Nachdem die Variationen vollständig vorlagen, spielte Liszt das Werk erstmals am 18. Februar 1838 in der Mailänder Scala, ließ dabei aber die Variation von Czerny aus. Erst am 14. Mai 1838 spielte er das Werk in Wien mit allen sechs Variationen. 1839 erschienen die Variationen beim Wiener Verlag Haslinger im Druck.
Hexaméron ist in neun Teile unterteilt:
1. Introduction: Extremement lent (Liszt)
2. Tema: Allegro marziale (transkribiert von Liszt)
3. Variation I: Ben marcato (Thalberg)
4. Variation II: Moderato (Liszt)
5. Variation III: di bravura (Pixis) – Ritornello (Liszt)
6. Variation IV: Legato e grazioso (Herz)
7. Variation V: Vivo e brillante (Czerny) – Fuocoso molto energico; Lento quasi recitativo (Liszt)
8. Variation VI: Largo (Chopin) – (coda) (Liszt)
9. Finale: Molto vivace quasi prestissimo (Liszt)

Die Aufführungsdauer beträgt rund 20 Minuten.
Die Pianisten Ingolf Wunder, Raymond Lewenthal, Leslie Howard, Francesco Nicolosi, Marc-André Hamelin und weitere haben dieses Stück eingespielt.
Liszt spielte das Stück auch häufig in seinem Arrangement für Klavier und Orchester, das allerdings gegenüber der Solo-Version um die Variationen von Czerny und Chopin sowie einem Teil der Variation von Pixis gekürzt ist. Diese Fassung wurde auch verlegt (S. 365b), ebenso wie eine Fassung für zwei Klaviere (S. 654). Die Pianisten Ingolf Wunder, Leslie Howard und Eugene List haben die Version für Klavier und Orchester eingespielt.